# جمال أبو سمهدانة
جمال عطايا زايد أبو سمهدانة ولد عام 1963 في مخيم المغازي للاجئين على مقربة من دير البلح وسط قطاع غزة حيث قضى طفولته، سافر لعدة بلدان عربية قبل عودته لغزة ليعمل في الأجهزة الأمنية في السلطة الفلسطينية.
تخرج من الكلية الحربية في ألمانيا مهندسًا للدبابات، نجح في انتخابات حركة التحرير الوطني الفلسطيني (فتح) في رفح وفاز بعضوية إقليم رفح. ولكنه لم يرض عن الفساد في أجهزة السلطة الأمنية حيث تم اعتقاله بعد قيادته لمظاهرة ضد السلطة. كذلك تم اعتقاله لمدة سنة بسبب مساعدته حركة الجهاد الإسلامي في عمليات نفذتها في الداخل المحتل. أسس مع بداية إنتفاضة الأقصى 2000 ما يعرف بلجان المقاومة الشعبية والتي شكلت جناحًا عسكريًا أطلقت عليه ألوية الناصر صلاح الدين، وفيه نشطاء من فصائل مختلفة جلهم من فتح وبعضهم من حماس والجهاد الإسلامي.
تعرض في مسيرته الجهادية لأربعة محاولات اغتيال، استشهد في التاسع من (9 يونيو 2006) إثر قصف الطائرات الإسرائيلية لمواقع ألوية الناصر صلاح الدين - لجان المقاومة الشعبية وهو صائم ويدرب المجاهدين.
أبرز عملية كانت تفجير الدبابة الإسرائيلية الشهيرة ميركافا، بالإضافة للعديد من عمليات اقتحام المستوطنات التي تميزت بدقتها وتكتيكاتها وإستهداف الدوريات وسيارات المستوطنين، حيث كان من المخططين لعملية الوهم المتبدد التي تم تنفيذها بعد أيام من استشهاده كردّ أولي وأدت إلى قتل وإصابة العديد من الجنود وأسر الجندي (شاليط)
كما إتهمته الإدارة الأمريكية بالوقوف خلف الهجوم الذي استهدف موكب دبلوماسي أمريكي في غزة مخلفا خمسة قتلى 2003
كان من أبرز رجال الإصلاح في قطاع غزة. وكان برفقته كل من المجاهد الشهيد القائد أبو يوسف القوقا والشهيد القائد محمد الشيخ خليل والمجاهد الشهيد أبو إبراهيم القيسي والمجاهد أبو عوض النيرب.